# Wundermuschel
Eine Wundermuschel oder auch Wunderblume ist eine Herzmuschelschale, in der sich eine Papierblume oder eine getrocknete Koralle befindet. Legt man die Muschel, die mit einer Papierbanderole verschlossen ist, in ein Glas mit Wasser, quillt der Inhalt auf. Dadurch öffnen sich die Muschelschalen und die Papierblume oder Koralle "wächst" aus der Muschel heraus.
Wundermuscheln, aus denen eine mit der Muschel durch einen Faden verbundene Papierblüte emporwächst, waren im 20. Jahrhundert ein beliebtes Reisemitbringsel oder Jahrmarktsouvenir für Kinder, das vermutlich in Asien produziert wurde. Die Papierblüte war nur wenige Tage haltbar. Erst später kamen Wundermuscheln mit echten Meereskorallen auf den Markt, die mehrere Monate haltbar sind und als Dekoration dienen.
Offenbar war auch die Bezeichnung „Wunderblume“ für diesen Gegenstand üblich. Ursula Bruns schildert in ihrem Roman 13 alte Esel, der in den 1950er Jahren spielt, dass aus den Muschelschalen nicht nur Pflanzengestalten hervorkamen: 
[...] bis auch die Erwachsenen aufgestanden waren und über die Kinderköpfe weg auf das Glas schauten, als hätten sie noch nie eine Wunderblume aufgehen sehen. Der kleine graue Gegenstand war eine Muschel, die sich im Wasser öffnete und aus der mit köstlicher Langsamkeit und in glitzernder Verästelung ein zartes Gewächs emporblühte, bis es das Glas ganz ausfüllte.
Aus der nächsten Muschel wirbelte bunter Schnee hoch; aus der dritten entfaltete sich ein hauchdünnes Papierhäuschen, aus der vierten schwammen Fische.
Ohne Erwähnung der Muschelschale, aber dafür mit Hinweis auf die wohl asiatische Herkunft lässt Irmgard Keun in Das Mädchen, mit dem die Kinder nicht verkehren durften die Hauptperson um 1918 erzählen: 
[...] wir sind ganz für uns allein und tun die chinesischen Wunderblumen in eine Schüssel mit Wasser. Erst sind sie ganz klein und krunklig, und dann werden sie immer größer und ganz bunt und blühend [...].
Es kann zwar nicht ausgeschlossen werden, dass hier nur zusammengefaltete Papierblüten gemeint sind, die sich auf dem Wasser nach Art einer Rose von Jericho auffalten, doch deutet die Schilderung des Wachstums der Blumen darauf hin, dass es sich auch hier schon um die oben geschilderten Wunderblumen handelt.